# Sunset (Luisiana)
Sunset é uma cidade  localizada no estado americano de Luisiana, na Paróquia de St. Landry.

## Demografia
Segundo o censo americano de 2000, a sua população era de 2352 habitantes.
Em 2006, foi estimada uma população de 2562, um aumento de 210 (8.9%).

## Geografia
De acordo com o United States Census Bureau tem uma área de
8,2 km², dos quais 8,1 km² cobertos por terra e 0,1 km² cobertos por água. Sunset localiza-se a aproximadamente 15 m acima do nível do mar.

## Localidades na vizinhança
O diagrama seguinte representa as localidades num raio de 16 km ao redor de Sunset.